# Filippo II di Pomerania
Filippo II di Pomerania (in tedesco: Philip II von Pommern-Stettin) (Franzburg, 29 luglio 1573 – Stettino, 3 febbraio 1618) è stato un nobile tedesco.
Fu dal 1606 al 1618 il duca regnante di Pomerania-Stettino ed è considerato tra i più artistici dei duchi di Pomerania. Sposò Sophia di Schleswig-Holstein-Sonderburg nel 1607. Fu un matrimonio senza figli.

## Biografia

### Nascita ed eredità
Filippo II di Pomerania nacque il 29 luglio 1573 a Neuenkamp, che in seguito divenne Franzburg in Pomerania, come il figlio maggiore del duca Bogislao XIII di Pomerania-Barth e la sua prima moglie, Clara di Brunswick. È cresciuto nella piccola residenza di suo padre a Barth. Sebbene fosse il figlio secondogenito del duca Filippo I di Pomerania-Wolgast, quando l'eredità di Filippo I fu divisa tra i duchi di Pomerania nel 1569, rinunciò ai suoi diritti su una quota, in favore del fratello minore Ernesto Ludovico di Pomerania. Era stato compensato con un appannaggio costituito dal distretto di Barth e dal monastero cistercense secolarizzato a Neuenkamp.

### L'infanzia e l'educazione

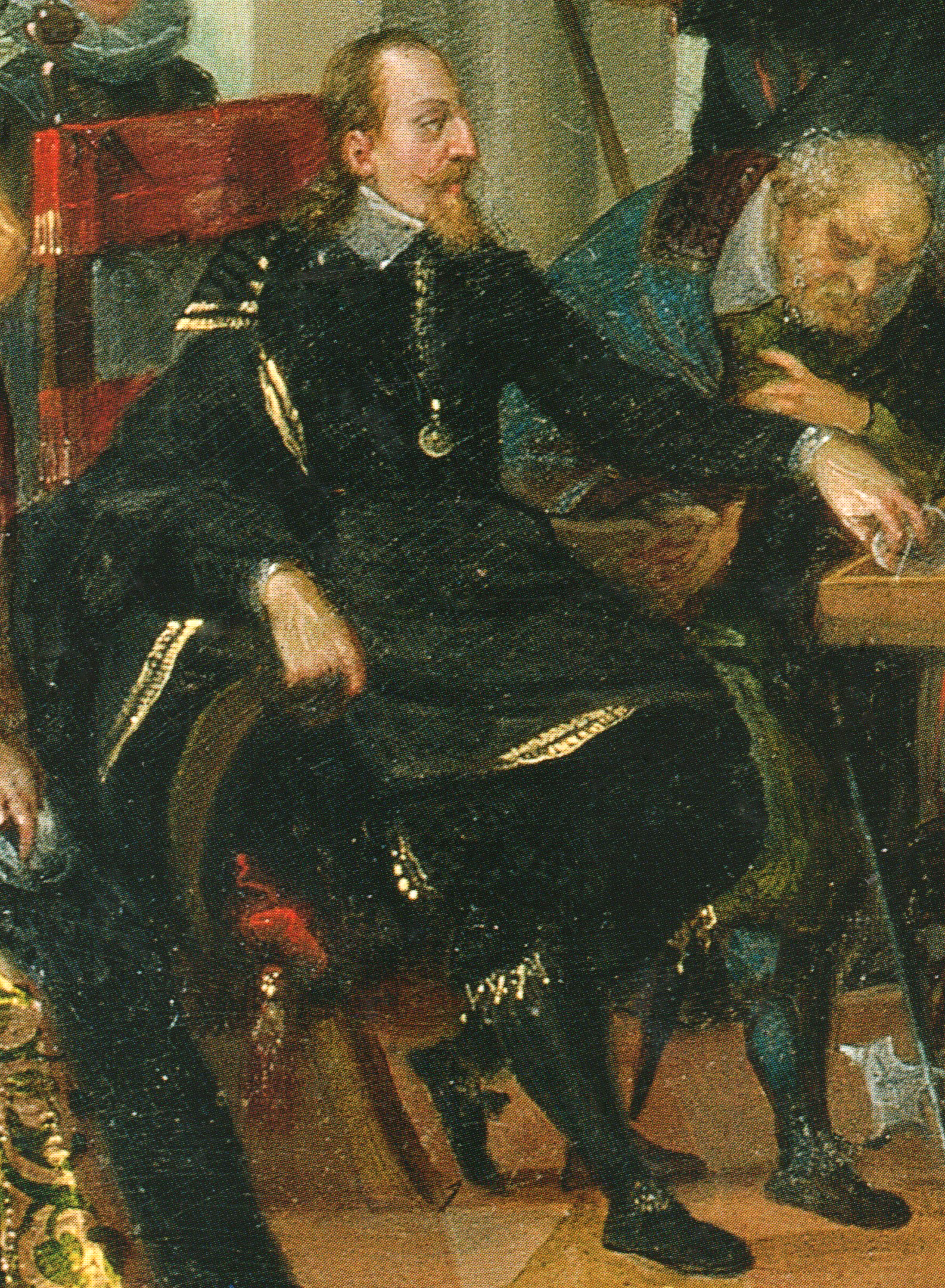
Filippo II, particolare del dipinto ad olio La consegna del gabinetto d'arte della Pomerania di Anton Mozart, 1617.

Da bambino e adolescente, Philip ricevette la solita istruzione data a un figlio di un principe tedesco durante l'era tardo rinascimentale. Ben presto, tuttavia, i suoi interessi artistici e scientifici crebbero oltre il solito livello. Anche all'età di dodici anni, possedeva una collezione di libri e immagini. Scrisse i suoi primi lavori scientifici all'età di 17 anni. La sua arte non era solo un'espressione della sua rappresentazione reale, ma emerse da un bisogno interiore. All'età di 18 anni, scrisse: È un piacere collezionare buoni libri selezionati, ritratti dalla mano di un maestro e monete antiche di ogni tipo. Da questi apprendo come migliorare me stesso e anche come posso essere utile al grande pubblico.
Secondo le usanze del suo tempo intraprese numerose grandi tournée, che lo condussero in molti paesi europei e nei tribunali locali. Il soggiorno di due anni in Italia alla fine del suo ultimo grand tour, fu interrotto nel 1598 quando sua madre si ammalò gravemente.

### Il governo da duca

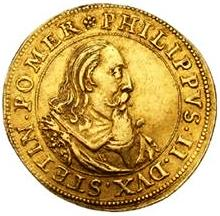
Moneta con Filippo II.

Cinque anni dopo, gli affari del governo lo cinvolsero. Nel 1603, il duca Barnim X era morto e il padre di Filippo, Bogislao XIII, divenne il duca dominante nel Teilherzogtum della Pomerania-Stettino. Apparentemente, Bogislao XIII sentiva di essere troppo vecchio per governare realmente, così nominò suo figlio Filippo II come governatore della Pomerania-Stettino. Quando Bogislao XIII morì nel 1606, Fillippo divenne il duca dominante di Stettino a sua volta. Elementi caratteristici del suo regno furono il suo mecenatismo delle arti (descritto più dettagliatamente in seguito), ma anche i suoi regolamenti rurali del 1616, in cui fu creata una base legale per la servitù.
Il 10 marzo 1607 sposò Sophia (1579-1658, a Treptow an der Rega, suo dotto), figlia di Giovanni II, duca di Schleswig-Holstein-Sonderburg e sua prima moglie Elisabetta. Il matrimonio fu, tuttavia, senza figli, come tutti i matrimoni nell'ultima generazione dei duchi di Pomerania, così dopo la morte del fratello di Filippo, Bogisla0 XIV, la Casa dei Greifen si estinse nella linea maschile.
L'inclinazione speciale alla malinconia di Filippo divenne evidente all'inizio e fu certamente rafforzata dalla sua costituzione malaticcia. A partire dal primo decennio del XVII secolo, soffrì di gotta. Ciò rese la vita più difficile e si ritirò sempre più dalla vita pubblica. Gli impediva di assistere di persona al matrimonio di suo fratello Francesco con Sophia di Sassonia a Dresda nel 1610 e all'investitura dell'imperatore Mattia d'Asburgo alla Dieta di Ratisbona nel 1613. Nel 1612 visitò un centro benessere di recente scoperta a Lüneburg, ma non gli ha dato sollievo dalla sua sofferenza. Morì il 3 febbraio 1618, prima dei 50 anni, come la maggior parte dei membri maschili dell'ultima generazione della Casata dei Greifen.

## Mecenate

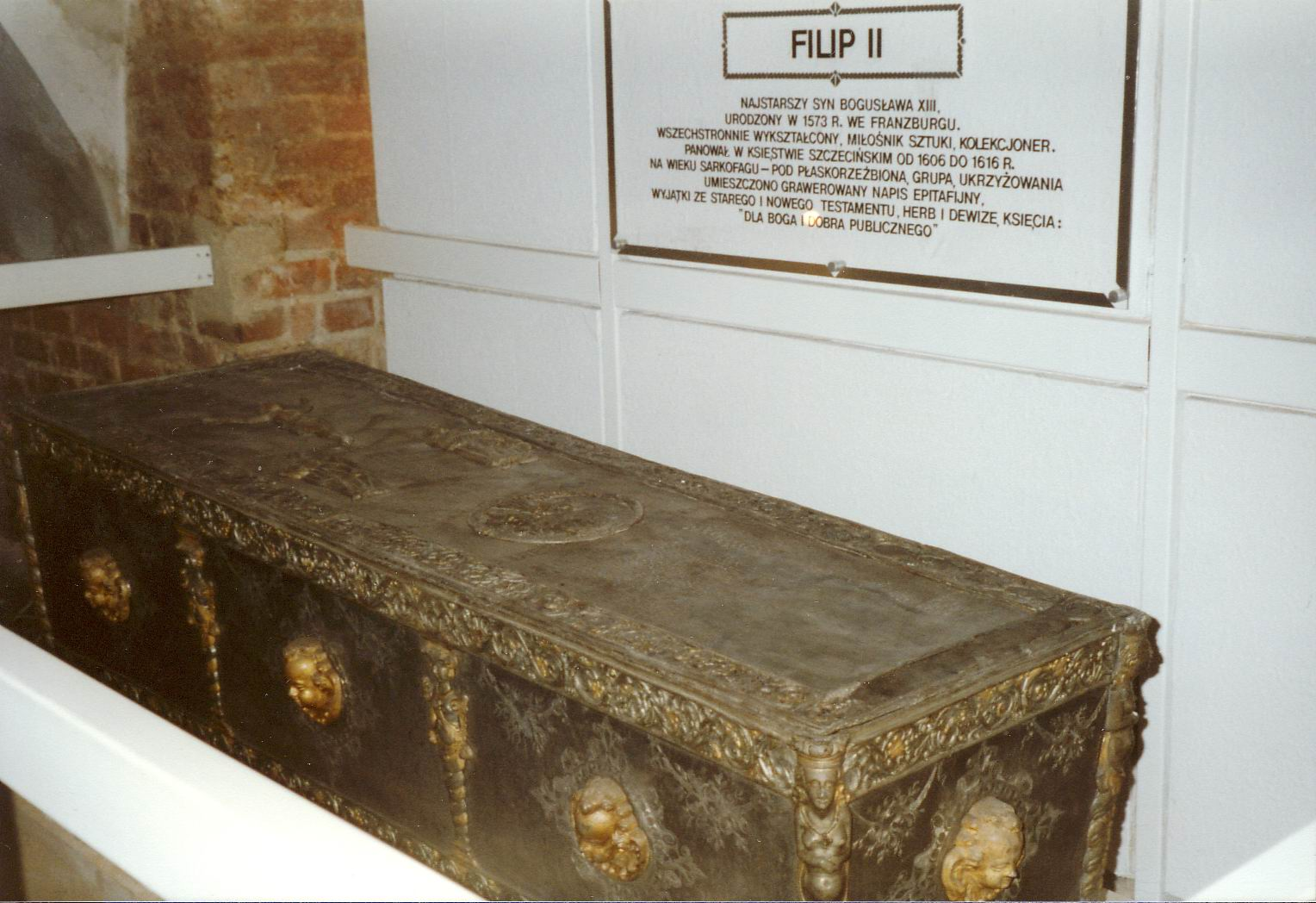
Sarcofago funerario di Filippo II, a Stettino.

Le opere d'arte più importanti commissionate da Filippo II risalgono al periodo 1606-1618. Loro includono:
- l'epitaffio sulla tomba del suo antenato Duca Barnim VI nella chiesa di Kenz-Küstrow nel distretto di Barth
- il cosiddetto libro dei segni, con numerosi ritratti di membri della Casa dei Greifen
- una galleria d'arte
- la mappa di Lubinus, la prima mappa accurata del ducato di Pomerania
- la corte di Meier
- il clou è stato il gabinetto di arte della Pomerania, che è stato distrutto da un incendio durante la seconda guerra mondiale

Il mercante d'arte Philip Hainhofer di Augusta è stato responsabile per l'acquisizione di molte opere d'arte. Filippo corrispondeva ampiamente con lui. Durante la visita di Hainhofer in Pomerania nel 1617, tenne un diario. Questo diario contiene una descrizione dettagliata della collezione d'arte presso il Castello Ducale di Stettino.

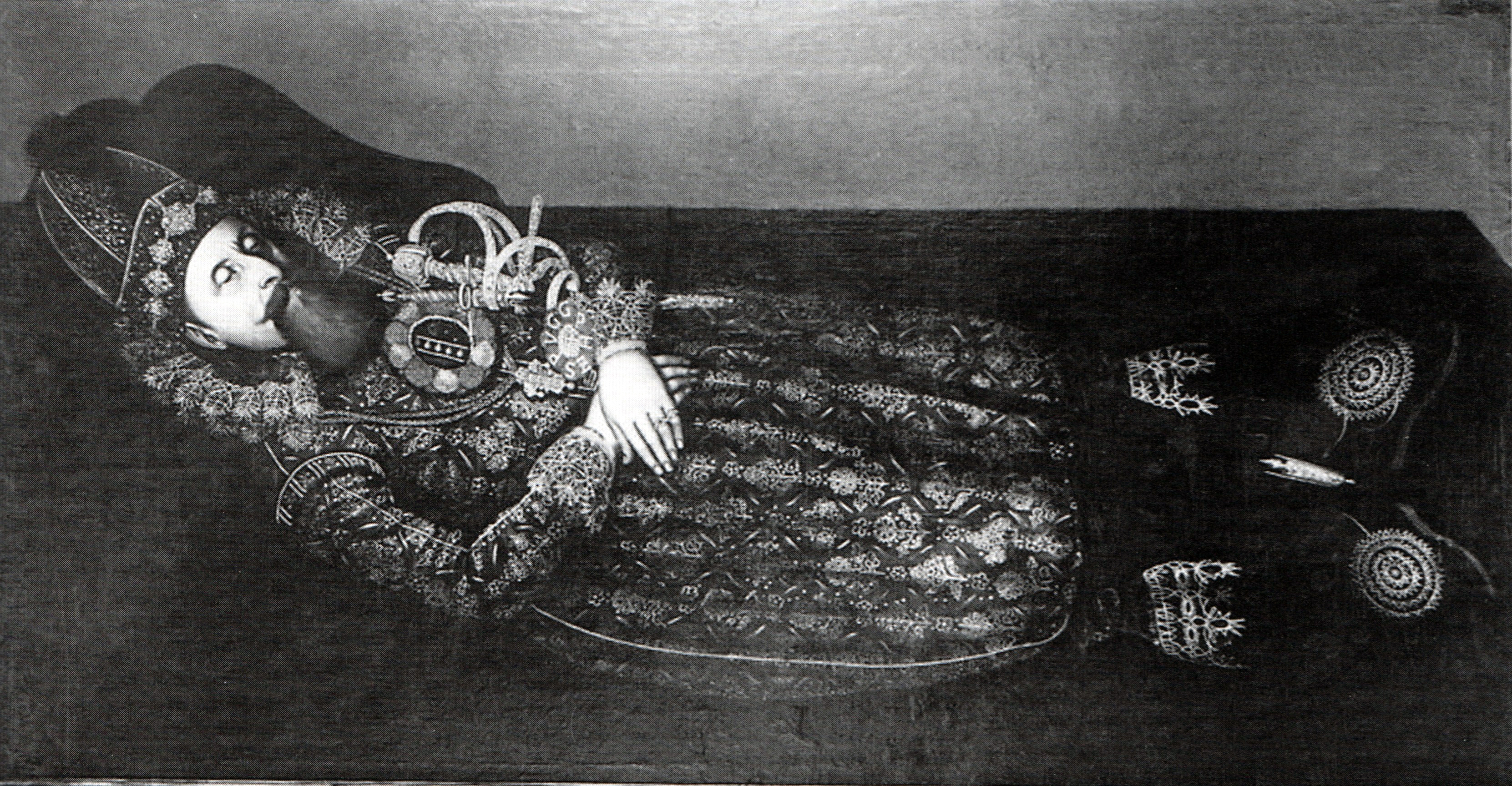
Filippo sul letto di morte, stampa, 1618.

Quando Filippo morì nel 1618, molte delle opere che aveva commissionato non erano state completate. Suo fratello e successore, il duca Francesco, mostrò poca inclinazione a continuare le ambizioni artistiche del fratello defunto. Pagò il completamento dei lavori commissionati da suo fratello, ma in seguito terminò l'era dell'arte alla corte dei Duchi di Pomerania. Tra le opere completate sotto Francesco c'era una nuova ala del Castello Ducale sul lato ovest. La maggior parte delle opere d'arte sono state ospitate in questa nuova ala.

## Ascendenza
|                                                        |                                                |                                                         | Genitori                                              |  |  | Nonni |  |  | Bisnonni                         |  |  | Trisnonni                              |  |
|                                                        |                                                |                                                         |                                                       |  |  |       |  |  | 8. Georg I, IX duca di Pomerania |  |  | 16. Bogislaw X, VIII duca di Pomerania |  |
|                                                        |                                                |                                                         |                                                       |  |  |       |  |  | 8. Georg I, IX duca di Pomerania |  |  | 16. Bogislaw X, VIII duca di Pomerania |  |
|                                                        |                                                | 17. principessa Anna Jagiellonka                        |                                                       |  |  |       |  |  | 8. Georg I, IX duca di Pomerania |  |  |                                        |  |
| 4. Philipp I, I duca di Pomerania-Wolgast              |                                                |                                                         |                                                       |  |  |       |  |  | 8. Georg I, IX duca di Pomerania |  |  |                                        |  |
|                                                        |                                                | 9. principessa Amalie von der Pfalz                     | 18. Philipp, XXIX elettore e conte palatino del Reno  |  |  |       |  |  |                                  |  |  |                                        |  |
|                                                        |                                                | 9. principessa Amalie von der Pfalz                     | 18. Philipp, XXIX elettore e conte palatino del Reno  |  |  |       |  |  |                                  |  |  |                                        |  |
|                                                        |                                                | 9. principessa Amalie von der Pfalz                     | 19. principessa Margarete von Bayern-Landshut         |  |  |       |  |  |                                  |  |  |                                        |  |
| 2. Bogislaw XIII, I duca di Pomerania-Barth            |                                                | 9. principessa Amalie von der Pfalz                     |                                                       |  |  |       |  |  |                                  |  |  |                                        |  |
|                                                        |                                                | 10. Johann, X principe elettore di Sassonia             | 20. Ernst, VIII principe elettore di Sassonia         |  |  |       |  |  |                                  |  |  |                                        |  |
|                                                        |                                                | 10. Johann, X principe elettore di Sassonia             | 20. Ernst, VIII principe elettore di Sassonia         |  |  |       |  |  |                                  |  |  |                                        |  |
|                                                        |                                                | 10. Johann, X principe elettore di Sassonia             | 21. duchessa Elisabeth von Bayern-München             |  |  |       |  |  |                                  |  |  |                                        |  |
| 5. principessa Maria von Sachsen                       |                                                | 10. Johann, X principe elettore di Sassonia             |                                                       |  |  |       |  |  |                                  |  |  |                                        |  |
|                                                        |                                                | 11. principessa Margarete von Anhalt-Köthen             | 22. Waldemar VI, IX principe di Anhalt-Köthen         |  |  |       |  |  |                                  |  |  |                                        |  |
|                                                        |                                                | 11. principessa Margarete von Anhalt-Köthen             | 22. Waldemar VI, IX principe di Anhalt-Köthen         |  |  |       |  |  |                                  |  |  |                                        |  |
|                                                        |                                                | 11. principessa Margarete von Anhalt-Köthen             | 23. contessa Margarete von Schwarzburg-Sondershausen  |  |  |       |  |  |                                  |  |  |                                        |  |
| 1. Philipp II, XIX duca di Pomerania-Stettino          |                                                | 11. principessa Margarete von Anhalt-Köthen             |                                                       |  |  |       |  |  |                                  |  |  |                                        |  |
|                                                        | 12. Heinrich I, XIV duca di Brunswick-Lüneburg | 24. Otto V, XIII duca di Brunswick-Lüneburg             |                                                       |  |  |       |  |  |                                  |  |  |                                        |  |
|                                                        | 12. Heinrich I, XIV duca di Brunswick-Lüneburg | 24. Otto V, XIII duca di Brunswick-Lüneburg             |                                                       |  |  |       |  |  |                                  |  |  |                                        |  |
|                                                        | 12. Heinrich I, XIV duca di Brunswick-Lüneburg | 25. contessa Anna von Nassau-Dillenburg                 |                                                       |  |  |       |  |  |                                  |  |  |                                        |  |
| 6. Franz, I duca di Brunswick-Lüneburg-Gifhorn         | 12. Heinrich I, XIV duca di Brunswick-Lüneburg |                                                         |                                                       |  |  |       |  |  |                                  |  |  |                                        |  |
|                                                        |                                                | 13. principe Margarete von Sachsen                      | 26. Ernst, VIII principe elettore di Sassonia (= 20)  |  |  |       |  |  |                                  |  |  |                                        |  |
|                                                        |                                                | 13. principe Margarete von Sachsen                      | 26. Ernst, VIII principe elettore di Sassonia (= 20)  |  |  |       |  |  |                                  |  |  |                                        |  |
|                                                        |                                                | 13. principe Margarete von Sachsen                      | 27. duchessa Elisabeth von Bayern-München (= 21)      |  |  |       |  |  |                                  |  |  |                                        |  |
| 3. principessa Klara von Braunschweig-Lüneburg-Gifhorn |                                                | 13. principe Margarete von Sachsen                      |                                                       |  |  |       |  |  |                                  |  |  |                                        |  |
|                                                        |                                                | 14. Magnus I, IV duca di Sassonia-Lauenburg             | 28. Johann V, III duca di Sassonia-Lauenburg          |  |  |       |  |  |                                  |  |  |                                        |  |
|                                                        |                                                | 14. Magnus I, IV duca di Sassonia-Lauenburg             | 28. Johann V, III duca di Sassonia-Lauenburg          |  |  |       |  |  |                                  |  |  |                                        |  |
|                                                        |                                                | 14. Magnus I, IV duca di Sassonia-Lauenburg             | 29. principessa Dorothea von Brandenburg              |  |  |       |  |  |                                  |  |  |                                        |  |
| 7. principessa Klara von Sachsen-Lauenburg             |                                                | 14. Magnus I, IV duca di Sassonia-Lauenburg             |                                                       |  |  |       |  |  |                                  |  |  |                                        |  |
|                                                        |                                                | 15. principessa Katharina von Braunschweig-Wolfenbüttel | 30. Heinrich IV, I principe di Brunswick-Wolfenbüttel |  |  |       |  |  |                                  |  |  |                                        |  |
|                                                        |                                                | 15. principessa Katharina von Braunschweig-Wolfenbüttel | 30. Heinrich IV, I principe di Brunswick-Wolfenbüttel |  |  |       |  |  |                                  |  |  |                                        |  |
|                                                        |                                                | 15. principessa Katharina von Braunschweig-Wolfenbüttel | 31. duchessa Katharina von Pommern-Wolgast            |  |  |       |  |  |                                  |  |  |                                        |  |
|                                                        |                                                | 15. principessa Katharina von Braunschweig-Wolfenbüttel |                                                       |  |  |       |  |  |                                  |  |  |                                        |  |